# Carrhotus xanthogramma
Carrhotus xanthogramma es una especie de araña saltarina del género Carrhotus, de la familia Salticidae, orden Araneae. Fue descrita por Latreille en 1819.
Se distribuye por Europa, Turquía, Cáucaso, Rusia (Europa hasta el Lejano Oriente), China, Corea y Japón. Fue publicada en [Articles sur les araignées]. In: Nouveau Dictionnaire D’histoire Naturelle, Appliquée Aux Arts, À L’agriculture, À L’économie Rurale Et Domestique, À La Médecine, Etc. Nouvelle Édition.Deterville, Tome 30-, 36.